# Liste der Baudenkmäler in Straßlach-Dingharting

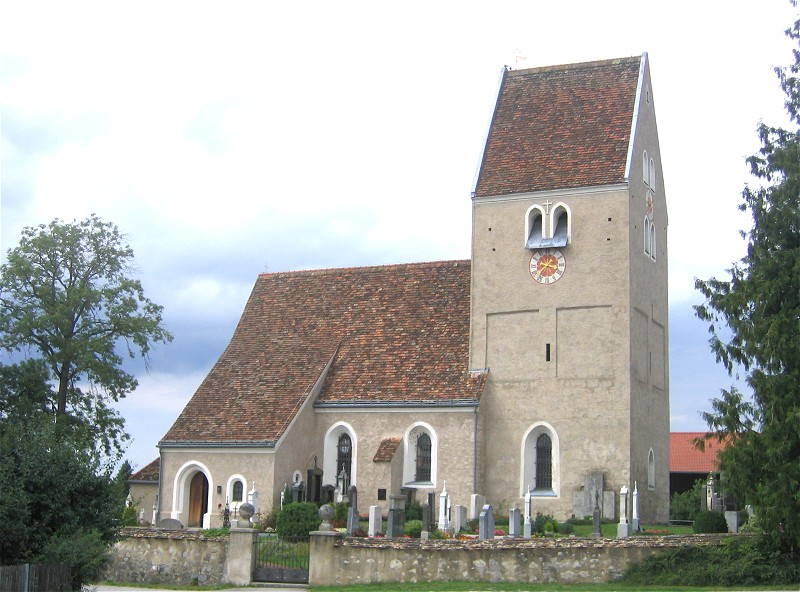
Kirche St. Laurentius in Großdingharting

Auf dieser Seite sind die Baudenkmäler in der oberbayerischen Gemeinde Straßlach-Dingharting zusammengestellt. Diese Tabelle ist eine Teilliste der Liste der Baudenkmäler in Bayern. Grundlage ist die Bayerische Denkmalliste, die auf Basis des Bayerischen Denkmalschutzgesetzes vom 1. Oktober 1973 erstmals erstellt wurde und seither durch das Bayerische Landesamt für Denkmalpflege geführt wird. Die folgenden Angaben ersetzen nicht die rechtsverbindliche Auskunft der Denkmalschutzbehörde.

## Baudenkmäler nach Ortsteilen

### Straßlach
| Lage                              | Objekt                                                               | Beschreibung | Akten-Nr.     | Bild                                                                 |
| --------------------------------- | -------------------------------------------------------------------- | --- | ------------- | -------------------------------------------------------------------- |
| Grünwalder Straße 2 (Standort)    | Katholische Filialkirche St. Peter und Paul                          | Neuromanischer Saalbau mit stark eingezogener Apsis, 1892, Turm und Außengestaltung, 1953; mit Ausstattung | D-1-84-144-1  | weitere Bilder                                                       |
| Grünwalder Straße (Standort)      | Bildstock                                                            | Tuffpfeiler mit Bildgehäuse und Kreuzbekrönung, 17. Jahrhundert | D-1-84-144-7  | Bildstock                                                            |
| Grünwalder Straße 4 (Standort)    | Wohnteil und Stall des ehemaligen Bauernhofes, sogenannt Beim Brandl | Zweigeschossige Einfirstanlage mit Blockbau-Obergeschoss, flachem Satteldach, umlaufender Laube und Hochlaube, am Stallteil Bundwerk, Ende 18. Jahrhundert, Dachaufbau 19. Jahrhundert Bundwerkstadel mit eingebautem erdgeschossigen Getreidekasten, 1. Hälfte 17. Jahrhundert | D-1-84-144-3  | Wohnteil und Stall des ehemaligen Bauernhofes, sogenannt Beim Brandl |
| Grünwalder Straße 6 (Standort)    | Ehemaliger Bauernhof, sogenannt Beim Schmied                         | Zweigeschossige Einfirstanlage mit flachem Satteldach, Blockbau-Obergeschoss und umlaufender Laube, Ende 18. Jahrhundert | D-1-84-144-2  | Ehemaliger Bauernhof, sogenannt Beim Schmied                         |
| Hugo-Hofmann-Straße 14 (Standort) | Bungalow                                                             | erdgeschossiger Flachdachbau mit weitem Dachüberstand und großen Fensteröffnungen, von Sep Ruf, 1961/62; umgeben von Terrassen und teilweise weiten Rasenflächen. | D-1-84-144-51 | weitere Bilder                                                       |
| Nähe Laufzorner Weg (Standort)    | Hofkapelle Hl. Maria, sogenannte Brandlkapelle                       | Kleiner aus Klaubsteinen errichteter Bau mit rundem Abschluss, wohl 16./17. Jahrhundert, um 1960 und 1981 versetzt | D-1-84-144-6  | Hofkapelle Hl. Maria, sogenannte Brandlkapelle                       |
| Mühlstraße 1 (Standort)           | Ehemaliger Getreidekasten                                            | Zweigeschossiger Blockbau mit flachem Satteldach, Außenstiege und Laube, Ende 17. Jahrhundert | D-1-84-144-8  | Ehemaliger Getreidekasten                                            |
| Mühlstraße 7 (Standort)           | Ehemaliges Hirtenhaus und Kleinstbauernhaus                          | Zweigeschossiger Einfirsthof mit Blockbau-Obergeschoss und Flachsatteldach, Mitte 17. Jahrhundert | D-1-84-144-10 | Ehemaliges Hirtenhaus und Kleinstbauernhaus                          |
| Schulstraße 1 (Standort)          | Wohnteil des ehemaligen Einfirsthofes, sogenannt Beim Urban          | Zweigeschossiger Blockbau mit umlaufender Laube, Hochlaube und flachem Satteldach, 1. Viertel 18. Jahrhundert | D-1-84-144-9  | Wohnteil des ehemaligen Einfirsthofes, sogenannt Beim Urban          |
| Tölzer Straße 4 (Standort)        | Wohnteil des ehemaligen Bauernhauses, sogenannt Beim Polz            | Zweigeschossiger Blockbau mit Flachsatteldach und umlaufender Laube, Ende 18. Jahrhundert, Dachaufbau und Erneuerung 19. Jahrhundert und 1977 | D-1-84-144-11 | Wohnteil des ehemaligen Bauernhauses, sogenannt Beim Polz            |
| Nähe Tölzer Straße (Standort)     | Bildstock                                                            | Tuffpfeiler, bezeichnet mit „1626“ | D-1-84-144-12 | Bildstock                                                            |

### Beigarten
| Lage                   | Objekt                                         | Beschreibung | Akten-Nr.     | Bild                                           |
| ---------------------- | ---------------------------------------------- | --- | ------------- | ---------------------------------------------- |
| Beigarten 6 (Standort) | Katholische Marienkapelle                      | Kleiner halbrund geschlossener Putzbau mit Dachreiter, 17.–19. Jahrhundert; mit Ausstattung                                                                                    | D-1-84-144-13 | weitere Bilder                                 |
| Beigarten 5 (Standort) | Ehemaliger Bauernhof, sogenannt Beim Brummaier | Zweigeschossige Einfirstanlage mit Satteldach, verputztem Blockbau-Obergeschoss und umlaufender Laube, im Kern 1. Hälfte 18. Jahrhundert, Dach und Giebellaube 19. Jahrhundert | D-1-84-144-14 | Ehemaliger Bauernhof, sogenannt Beim Brummaier |

### Deigstetten
| Lage                     | Objekt                                                            | Beschreibung | Akten-Nr.     | Bild           |
| ------------------------ | ----------------------------------------------------------------- | --- | ------------- | -------------- |
| Deigstetten 3 (Standort) | Katholische Kapelle Maria Immaculata                              | Einschiffiger Bau mit dreiseitigem Schluss und Dachreiter, bezeichnet mit „1681“; mit Ausstattung.                                                             | D-1-84-144-15 | weitere Bilder |
| Deigstetten 1 (Standort) | Wohnteil des ehemaligen Einfirsthofes, sogenannt Beim Hansenbauer | Zweigeschossiger Flachsatteldachbau mit verputztem Blockbau-Obergeschoss, traufseitigen Balkonen und einem verblassten Wand-Fresko, 1. Viertel 18. Jahrhundert | D-1-84-144-16 | weitere Bilder |

### Ebertshausen
| Lage                       | Objekt                                            | Beschreibung | Akten-Nr.     | Bild                                              |
| -------------------------- | ------------------------------------------------- | --- | ------------- | ------------------------------------------------- |
| In Ebertshausen (Standort) | Kapelle Zur Schmerzhaften Muttergottes,           | kleiner Putzbau mit rundem Chorabschluss und Dachreiter, 18./19. Jahrhundert; mit Ausstattung.                                                                             | D-1-84-144-17 | weitere Bilder                                    |
| Dorfstraße 3 (Standort)    | Ehemaliges Bauernhaus, sogenannt Beim Bäck        | Verputzter Flachsatteldachbau mit Laube und Giebellaube, am Wirtschaftsteil reiches Bundwerk und Schalung, bezeichnet mit „1833“                                           | D-1-84-144-19 | weitere Bilder                                    |
| Dorfstraße 4 (Standort)    | Ehemaliges Bauernhaus, sogenannt Beim Wagnerbauer | Zweigeschossige Einfirstanlage mit Laube und Giebellaube, verputzter Blockbau mit Flachsatteldach, im Kern 2. Hälfte 17. Jahrhundert, am Wirtschaftsteil Bundwerk, um 1830 | D-1-84-144-18 | Ehemaliges Bauernhaus, sogenannt Beim Wagnerbauer |
| Dorfstraße 9 (Standort)    | Ehemaliges Bauernhaus, sogenannt Beim Schwarz     | Zweigeschossiger Hakenhof mit Halbgeschoss, Flachsatteldach und reich geschnitzten Balkonen, um 1840/50                                                                    | D-1-84-144-20 | weitere Bilder                                    |

### Großdingharting
| Lage                                           | Objekt                                                          | Beschreibung | Akten-Nr.     | Bild                                                           |
| ---------------------------------------------- | --------------------------------------------------------------- | --- | ------------- | -------------------------------------------------------------- |
| Münchner Straße 3 (Standort)                   | Katholische Pfarrkirche St. Laurentius                          | Spätgotische Chorturmkirche auf älterem Fundament, 1. Hälfte 15. Jahrhundert, mit Längsschiff von 1497, und Seidl'sche Kapelle im Vorzeichen, 1860; mit Ausstattung Friedhof mit Grabdenkmälern des 19. bis frühen 20. Jahrhunderts Friedhofsmauer, Klaubstein, Tore mit Kugelaufsätzen, wohl 18. Jahrhundert | D-1-84-144-21 | weitere Bilder                                                 |
| Alte Schulstraße (Standort)                    | Wegkreuz                                                        | Geschnitztes und farbig gefasstes Kruzifix mit eingestellter kleiner Madonnenfigur und hölzernem Korpus, bezeichnet mit „1910“ | D-1-84-144-30 | Wegkreuz                                                       |
| Am Weiher 2 (Standort)                         | Wohnteil des ehemaligen Kleinbauernhauses, sogenannt Beim Beil  | Zweigeschossiger Blockbau mit umlaufender Laube und flachem Satteldach, Mitte 18. Jahrhundert | D-1-84-144-23 | Wohnteil des ehemaligen Kleinbauernhauses, sogenannt Beim Beil |
| Am Weiher 3 (Standort)                         | Wohnteil des Einfirsthofes, sogenannt Beim Hausermichl          | Zweigeschossiger Blockbau mit umlaufender Laube, Giebellaube und flachem Satteldach, 2. Hälfte 18. Jahrhundert | D-1-84-144-24 | Wohnteil des Einfirsthofes, sogenannt Beim Hausermichl         |
| Deigstettner Straße 1 (Standort)               | Wohnteil des ehemaligen Bauernhauses, sogenannt Beim Hoissbauer | Zweigeschossiger Blockbau mit flachem Satteldach, 1. Viertel des 18. Jahrhunderts, Hoch- und Giebellaube in der 2. Hälfte des 19. Jahrhunderts erneuert, 1996–2007 entkernt. | D-1-84-144-25 | weitere Bilder                                                 |
| Fußsteinerstraße 6 (Standort)                  | Ehemaliger Pfarrhof                                             | Zweigeschossiges Wohnhaus mit Halbwalmdach und Putzgliederung, 1717, angeschlossener Wirtschaftsteil aus Backstein mit Bundwerk, um 1900 | D-1-84-144-31 | Ehemaliger Pfarrhof                                            |
| Gleißentalstraße 5 und 7 (Standort)            | Wegkreuz                                                        | Holz, mit Schnitzereien, bezeichnet mit „1952“ | D-1-84-144-26 | Wegkreuz                                                       |
| Münchner Straße bei Kreisstraße M 5 (Standort) | Kriegerdenkmal                                                  | Tuffsteinfindling auf zweistufiger Treppenanlage, um 1925 | D-1-84-144-28 | Kriegerdenkmal                                                 |
| Münchner Straße 5 (Standort)                   | Wohnteil des Einfirsthofes, sogenannt Beim Holzmaier            | Zweigeschossiger Flachsatteldachbau mit Blockbau-Obergeschoss, 1. Hälfte 17. Jahrhundert, und dreiseitig umlaufender Laube des 19. Jahrhunderts | D-1-84-144-27 | Wohnteil des Einfirsthofes, sogenannt Beim Holzmaier           |
| Urbanweg 3 (Standort)                          | Hakenhof, sogenannt Beim Strobel                                | Zweigeschossiger Flachsatteldachbau mit Blockbau-Obergeschoss und umlaufender Balusterlaube, am Wirtschaftsteil Bundwerk, 1. Hälfte 18. Jahrhundert | D-1-84-144-29 | Hakenhof, sogenannt Beim Strobel                               |

### Hailafing
| Lage                        | Objekt                                                     | Beschreibung                                                                                 | Akten-Nr.     | Bild                                                       |
| --------------------------- | ---------------------------------------------------------- | -------------------------------------------------------------------------------------------- | ------------- | ---------------------------------------------------------- |
| Tölzer Straße 95 (Standort) | Wohnteil des ehemaligen Bauernhofes, sogenannt Beim Killer | Zweigeschossiger Blockbau mit flachem Satteldach und umlaufender Laube, Ende 16. Jahrhundert | D-1-84-144-32 | Wohnteil des ehemaligen Bauernhofes, sogenannt Beim Killer |

### Holzhausen
| Lage                           | Objekt                                                                        | Beschreibung | Akten-Nr.     | Bild                                                                          |
| ------------------------------ | ----------------------------------------------------------------------------- | --- | ------------- | ----------------------------------------------------------------------------- |
| In Holzhausen (Standort)       | Katholische Filialkirche St. Martin                                           | Spätgotischer Saalbau mit eingezogenem Polygonalchor und oktogonalem Dachreiter mit Zwiebelhaube, um 1475, Umgestaltung um 1760/70; mit Ausstattung Friedhofsmauer, 18./19. Jahrhundert | D-1-84-144-33 | weitere Bilder                                                                |
| Endlhauser Straße 1 (Standort) | Bauernhaus, sogenannt Beim Schmied                                            | Zweigeschossige Einfirstanlage mit flachem Satteldach, Wohnteil verputzter Blockbau mit traufseitiger Laube, wohl 17. Jahrhundert, am Wirtschaftsteil Bundwerk, 18. Jahrhundert         | D-1-84-144-34 | Bauernhaus, sogenannt Beim Schmied                                            |
| Endlhauser Straße 4 (Standort) | Ehemaliger Landsitz und Bauernhof, sogenanntes Gschlössl, jetzt Schullandheim | Zweigeschossiger massiver Hakenhof mit Satteldach und barockem Stiegenhaus, wohl 1718, Veränderungen 1878 und nach 1932                                                                 | D-1-84-144-35 | Ehemaliger Landsitz und Bauernhof, sogenanntes Gschlössl, jetzt Schullandheim |
| Keltenschanze 3 (Standort)     | Ehemaliges Kleinbauernhaus, sogenannt Beim Häusler                            | Zweigeschossiger Einfirsthof mit flachem Satteldach, verputzter Blockbau, 2. Hälfte 18. Jahrhundert, umlaufende Laube mit Aussägearbeiten, um 1860/70                                   | D-1-84-144-36 | Ehemaliges Kleinbauernhaus, sogenannt Beim Häusler                            |

### Kirchlberg
| Lage                           | Objekt                                       | Beschreibung                                                          | Akten-Nr.     | Bild           |
| ------------------------------ | -------------------------------------------- | --------------------------------------------------------------------- | ------------- | -------------- |
| Fußsteinerstraße 22 (Standort) | Katholische Wallfahrtskapelle Maria Dolorosa | Kleiner, nach Norden gerichteter Rechteckbau auf dem Kirchlberg, 1848 | D-1-84-144-22 | weitere Bilder |

### Kleindingharting
| Lage                             | Objekt                                                    | Beschreibung | Akten-Nr.     | Bild                                                      |
| -------------------------------- | --------------------------------------------------------- | --- | ------------- | --------------------------------------------------------- |
| In Kleindingharting (Standort)   | Katholische Filialkirche St. Anna                         | Kleiner gotisierender Putzbau mit stark eingezogenem quadratischem Chor und Dachreiter, 1864; mit Ausstattung                                                          | D-1-84-144-37 | weitere Bilder                                            |
| Hauptstraße (Standort)           | Dorfbrunnen                                               | Aus grob zusammengefügten Natursteinen mit bekrönendem Kreuz, um 1900                                                                                                  | D-1-84-144-47 | Dorfbrunnen                                               |
| Hauptstraße 5 (Standort)         | Einfirsthof, sogenannt Beim Niedermaier                   | Zweigeschossiger Flachsatteldachbau mit verputztem Wohnteil, Vordach mit gemalten Untersichten im Heimatstil, um 1900, Wirtschaftsteil mit reichem Bundwerk um 1830/40 | D-1-84-144-38 | weitere Bilder                                            |
| Nähe Ludwigshöhe (Standort)      | Frimmerkapelle                                            | Nach Süden gerichteter einschiffiger Putzbau mit dreiseitigem Schluss und Dachreiter, 1950                                                                             | D-1-84-144-40 | weitere Bilder                                            |
| Ludwigshöhe 1 (Standort)         | Wohnteil des ehemaligen Bauernhauses, sogenannt Beim Metz | Zweigeschossiger Blockbau mit Laube, Giebellaube und flachem Satteldach, 1. Hälfte 18. Jahrhundert                                                                     | D-1-84-144-39 | Wohnteil des ehemaligen Bauernhauses, sogenannt Beim Metz |
| Schäftlarner Straße 3 (Standort) | Wohnteil des Einfirsthofes, sogenannt Beim Hanschter      | Zweigeschossiger verputzter Blockbau mit umlaufender Laube, flachem Satteldach und profilierten Vorköpfen, 18. Jahrhundert, Dachaufbau 19./20. Jahrhundert             | D-1-84-144-41 | Wohnteil des Einfirsthofes, sogenannt Beim Hanschter      |
| Vorderfeld 5 (Standort)          | Wohnteil des Bauernhofes, sogenannt Beim Peter            | Zweigeschossiger Blockbau mit Flachsatteldach und umlaufender Laube, 3. Viertel 18. Jahrhundert                                                                        | D-1-84-144-42 | Wohnteil des Bauernhofes, sogenannt Beim Peter            |

### Mühlthal
| Lage                                                     | Objekt                                         | Beschreibung | Akten-Nr.     | Bild           |
| -------------------------------------------------------- | ---------------------------------------------- | --- | ------------- | -------------- |
| Mühlthal 9 (Standort)                                    | Katholische Kapelle St. Ulrich                 | Einschiffiger Putzbau mit sechsseitigem Chorschluss und Dachreiter, wohl 1617; mit Ausstattung | D-1-84-144-43 | weitere Bilder |
| Flur Mühlthal; Im Floßkanal; Mühlthal 7 und 8 (Standort) | Wasserkraftwerk Mühlthal                       | Von der Isarwerke AG in Formen eines reduzierten Klassizismus errichteter Komplex aus mehreren Bauteilen am Werkkanal, der, vor dem Kraftwerk in einen Nord- (Floßgasse, Leerschuss) und Westarm (Unterwasserkanal) unterteilt, die lanzettförmige Insel umfließt, über die der Zugang zum Kraftwerk führt, unter Leitung von Landesbaurat Franz Langlotz, 1920–24: Rechen- und Krafthaus, parallel angeordnete Baukörper quer zum westlichen Kanalarm gestellt, mit neun Wehrschützen, hohem Sockel, hochrechteckiger Befensterung und Walmdach, Unterstromfassade über drei Bögen und Fahrbrücke zum Südufer, rechtwinklig dazu das niedrigere Hochvolthaus mit Uhrturm, Verbindungsgang zum Krafthaus, darunter Rechteckportal mit Neptunplastik und zwei vor die Fassadenflucht gestellten Pfeilern mit polyederförmigen Lampen; Mit Ausstattung (drei Francis-Spiralturbinen mit senkrecht gestellten Wellen, Escher Wyss & Co., Ravensburg; drei Drehstrom-Generatoren der BBC) Wehranlage mit Werkkanal und Floßrutsche, gleichzeitig | D-1-84-144-45 | weitere Bilder |
| Mühlthal 10;Mühlthal 11 (Standort)                       | Gasthaus zur Mühle, sogenannt Beim Untermüller | Zweigeschossiger Putzbau mit Halbwalmdach und Medaillonmalereien, bezeichnet mit „1807“ | D-1-84-144-44 | weitere Bilder |